# Yongmyongsa

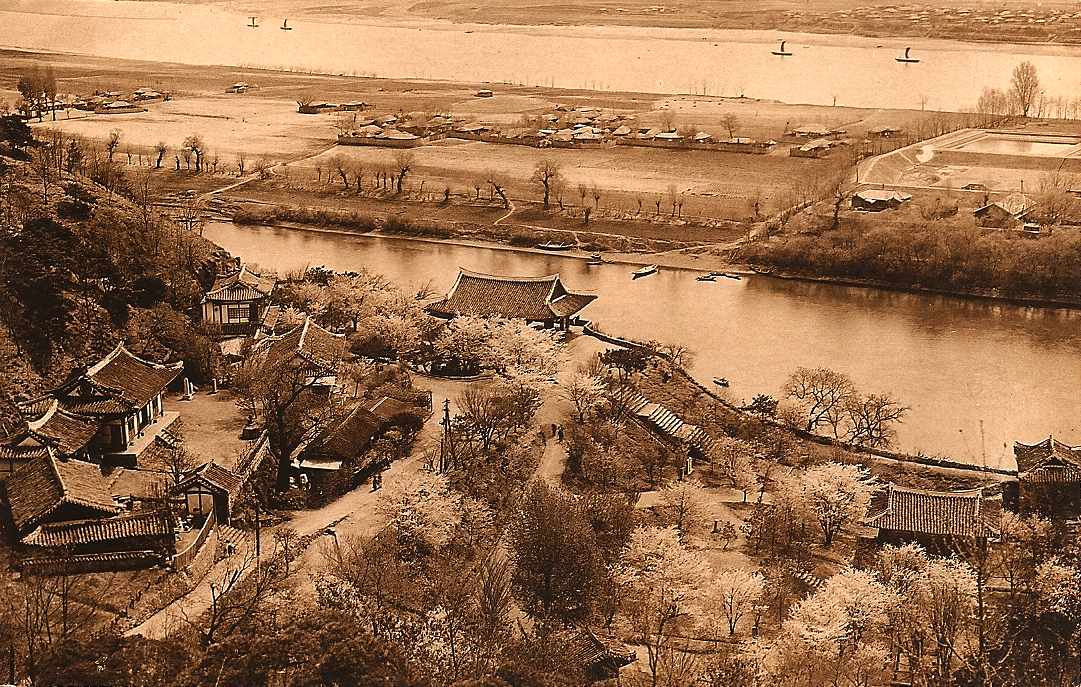
Yongmyongsa dans les années 1930.

Yongmyongsa (영명사, 永明寺) était un temple bouddhiste coréen situé au pied de la colline Moran et au bord du Taedong à Pyongyang.
Détruit par l'aviation américaine lors du bombardement de Pyongyang pendant la guerre de Corée, il n'en reste qu'une pagode en pierre et un sanctuaire octogonal (trésor national n° 148). Le seul bâtiment reconstruit est le pavillon Pubyok (trésor national n° 17), célèbre pour la beauté de sa vue sur la rivière. 

## Histoire
Bien que l'on ne sache pas quand ce temple a été créé, il est réputé avoir été fondé à la fin de la période de Koguryo (- 37 à 668). Il a été totalement reconstruit sous la dynastie Joseon (1392-1897). C'était alors le plus grand centre bouddhiste de la ville. 
Pendant la période japonaise, le temple devient un des plus grands sites touristiques de Pyongyang et était réputé pour ses nombreux cerisiers.  Dans les années 1920, le gouvernement japonais le soumet à une rénovation importante et change officiellement son nom en Eimei-ji ce qui correspond à la prononciation en japonais. Il confie alors le temple à l'une des trois écoles du bouddhisme zen, le rinzai,   avec pour mission d'éloigner les citoyens du bouddhisme coréen pour mieux les intégrer dans la culture du Japon moderne.

## Ermitage Pobun
39° 02′ 06″ N, 125° 37′ 07″ E
Yongmyongsa gérait aussi l'ermitage Pobun (trésor national n° 13) sur les pentes du mont Ryongak dans le quartier de Mangyongdae. Il y pousse un orme de plus de 500 ans (18 m de haut, 7,1 m de circonférence, également décrit comme un zelkova de plus de mille ans). 
L'ermitage est formé de plusieurs bâtiments d'apparence chenue. Ponjon est le bâtiment principal, il possède une statue et une image d'Amitabha. Les autres bâtiments sont Rahanjon (la maison des disciples de Bouddha), le pavillon Sansin (un sanctuaire au dieu de la montagne) et le pavillon Chilsong (le sanctuaire de la Grande ourse). Il y a aussi une pagode carrée à cinq étages devant le bâtiment principal.